# Međusobna komunikacija
Interpersonalna komunikacija (engl. Interpersonal communication), (fr. communication interpersonnelle), je komunikacija između najmanje dvije osobe, iako se najčešće pod komunikacijom u ovom smislu podrazumijeva kontakt licem u lice. Telefonski razgovor, takođe, pripada ovom tipu opštenja. Interpersonalna komunikacija ne mora se nužno ostvarivati samo između dvije osobe. Tako, na primjer, i razgovor za porodičnim ručkom spada u ovu kategoriju. 
Interpersonalna komunikacija može biti neverbalna i verbalna.

## Neverbalna komunikacija
Neverbalna komunikacija (engl. nonverbal communication, fr. la communication non verbale), odnosno permanentno primanje i emitovanje znakova gestovima, mimikokom ili pokretima tijela i odvija se uvijek kada smo u kontaktu sa drugom osobom. Neverbalna komunikacija predstavlja primarni komunikacijski model, kao i verbalna, kontrolisana je određenim sistemom kodova koji su kulturno determinisani. Ova komunikacija ukazuje na stav prema drugim osobama i pomaže u građenju i održanju odnosa sa drugima. Problem sa kojim se suočava socijalna psihologija, koja se bavi proučavanjem djelovanja kulturne i društvene sredine na ponašanje i doživljavanje pojedinca, odnosi se prevashodno na činjenicu da je katkada teško razlučiti šta je u ukupnosti ponašanja pojedinca komunikativno, a šta slučajni pratilac govora. Zatim, potrebno je utvrditi kako je primalac poruku primio i protumačio, i koliki je udio u tome imala svjesna namjera pošiljaoca poruke. Problem predstavlja i ispitivanje stalnosti značenja u neverbalnoj komunikaciji.
Za razliku od jezika, neverbalno ponašanje, samo je djelimično pod našom kontrolom. Učestvovanje u najjednostavnijem društvenom saobraćanju, zahtijeva upotrebu složenog sistema znakova, u čijem je središtu borba za skretanje pažnje, kao specifični znak društvenog opštenja. Na samom početku komuniciranja, ljudi razmjenjuju poglede i prostorno se određuju u odnosu na svoje komunikacijske partnere. Tokom ovog procesa, obe strane potvrđuju kretanjem tijela izrazima lica i gestovima, da prate ono o čemu se govori, odnosno, da prihvataju drugog kao učesnika u komunikaciji, bez obzira na afinitete i stepen međusobnog slaganja.
Neverbalni znaci komunikacije mogu se podijeliti u tri osnovne grupe:
1. Jezik tijela
Ovaj sistem znakova često se koristi uz govor i u najvećoj mjeri otkriva osjećanja, stavove i namjere neke osobe. Značenje jezičkih znakova po pravilu zavisi od situacije u kojoj se subjekti komunikacije nalaze, kao i od konteksta u kojem se komunikacija odvija. Govor tijela je kulturno usvoje, što znači ne samo da se njegova značenja i upotreba uče, već da su za različite kulture. Jezik tijela se sastoji iz pet elemenata:
1. Gestovi - predstavljaju način na koji se koriste ruke i šake. Za ljude oštećenog sluha to je najvažniji model komunikacije.
2. Izraz lica - Lice najbolje govori o raspoloženju i emocijama neke osobe. Oči i usta predstavljaju dominantne crte lica. Mnoštvo suptilnih znakova koji se upućuju usnama, očima ili obrvama, katkada mogu biti rječitiji od samog govora. Tako na primjer, za ljude različitih kultura, biti posmatran predstavlja neprijatan doživljaj, a u izvjesnim sredinama, posmatranje se tumači kao znak prijetnje.
3. Prostor koji zauzima tijelo- Ovaj aspekt tjelesnog govora najprije ukazuje na činjenicu da svaka osoba zahtijeva izvjestan prostor za sebe. Kategorija prostora, ovako interpretirana, može ukazivati na socijalni ili profesionalni status neke osobe. Značenje tjelesne blizine u komunikativnom procesu, takođe je kulturno uslovljeno. Tako na primjer,subjekti koji se takmiče, slijede jedni naspram drugih, licem u lice, dok subjekti od kojih se očekuje izvjestan stepen saradnje, sjede ili stoje jedan pored drugih.
4. Dodir - U najvećoj mjeri dodir govori o stepenu prisnosti sa drugom osobom. Znakovi dodira, međutim, mogu biti konvencionalno određeni i klišeizirani određenim situacijama - rukovanje, izjavljivanje saučešća, čestitanje...

2. Parajezik
Parajezik predstavlja sistem neverbalnih znakova ili gestova koji prate verbalno izražavanje a služe interpretaciji riječi u toku govora. U parajezičke forme spadaju: uzvici, jezičke poštapalice, naglašavanje određenih riječi, jačina, brzina i ritam glasa. Paralingvistički znaci ukazuju na trenutno raspoloženje govornika, njegove emocije ili namjere.
3. Odjeća
U ovu kategoriju zapravo spada sve ono što na s u vizuelnom smislu determiniše a to su šminka, frizura, nakit i slično. Odjeća može ukazivati na doživljaj ličnosti date osobe, na socijalni i profesionalni status, kao i na ulogu koju neka osoba upravo odigrava. Odjeća signalizuje nečiji doživljaj sopstvenog identiteta. U tom smislu , i nošenje uniforme, kao i moda, odnosno prihvatanje ili odbijanje određenog modnog trenda, mogu se razumijeti kroz potrebu da se identifikuju sa grupom. Tokom interakcije ljudi jedni drugima saopštavaju određene interpersonalne stavove i odašilju spontane znakove o svojim osjećanjima željama ili namjerama. Budući da se izrazi lica pojavljuju u nizu, kontekstu i u okviru cjeline ponašanja, emocionalno stanje neke osobe se može interpretirati preko postojeće konfiguracije znakova.
Posebnu formu ljudske neverbalne komunikacije predstavljaju plač i smijeh.
Plaču osnovi predstavlja refleksnu psihofiziološku pojavu propraćenu pojačanim izlučivanjem suza. Plač može biti posljedica spoljašnjih nadražaja, i osjećanja fizičkog bola ili fizičke neprijatnosti. U užem smislu, plač predstavlja manifestaciju snažnih uzbuđenja propraćenu karakterističnom mimikom i pantomimikom, kao i nizom drugih refleksnih radnji kao što su grčenje, jecanje ili smijeh. Plač može biti izraz tuge, bola, očaja, ganuća, gorčine, bijesa, pakosti, ljubavi, radosti, saučešća i tako dalje.
Smijeh je tipična ljudska reakcija, pa su mnogi kako to navodi „Bergson“ 1995, definisali čovjeka kao „životinju koja se smije“. Smijeh kao i plač predstavlja model rasterećenja i napetosti. Artikuliše se izražajnim pokretima koji se sastoje od mimičkih reakcija i glasova različitog intenziteta i značenja. Smijeh može biti izražen smiješkom, glasnim smijehom, grčevitim smijehom, kikotom i tako dalje. Smijeh može biti izazvan spoljnim nadražajem, kao što je na primjer golicanje, ili u određenim afektivnim stanjem nastalim u posebnim komičnim situacijama. Mnogi teoretičari smatraju smijeh jednom od elementarnih instinktivnih reakcija. Smijeh može biti izraz prijatnosti (lagodnosti), naivnosti, koketerije, prezira, simpatije, zbunjenosti, osjećanja nadmoći, agresivnosti, pa čak i tjeskobe ili patnje. Prema „Bergsonu“ 1995 smijeh je reakcija na određene osnovne oblike komičnog, on je korektiv manjih društvenih grešaka i time, u pravom smislu riječi predstavlja društvenu kategoriju. Smijeh je, prema ovom teoretičaru, forma pobune protiv mehanizacije ljudskog ponašanja i prirode.

## Verbalna komunikacija
Jezik i neverbalna komunikacija razvili su se kako bi obavljali dvije različite funkcije. Jezik informiše o idejama i događajima, dok je svrha neverbalne komunikacije da informiše o neposrednom društvenom saobraćanju, odnosno o ličnim doživljajima subjekata, koji su uslovljeni datom komunikativnom situacijom. Problematičnost ovog stava osvjedočena je činjenicom da verbalna komunikacija zadovoljava više potreba uključenih u socijalnu interakciju. Izbor jezika u verbalnoj komunikaciji odražava i determiniše vrstu društvenog saobraćanja i odnos među govornicima isto kao i neverbalni znaci.
Značenje govora determinisano je kodom jednog jezika, njegovom sintaksom i gramatikom. Dijalekti predstavljaju vrste jezičkih kodova. Oni ukazuju na regionalne razlike u odnosu na standardizovanu varijantu nekog jezika. Mnogi ljudi u svom govoru koriste kombinaciju dijalekta i standardnog jezika. Akcenat je dio znakovnog sistema parajezika. Akcenat može ukazivati na stepen obrazovanja, porijeklo, pripadnost određenoj socijalnoj grupi i tako dalje. U govornoj komunikaciji koriste se stilske figure, idiomi i kolokvijalizmi.
Govor je u direktnoj funkciji određene kulture. To je brza, neposredna i fleksibilna forma komunikacije koja ne zavisi ni od kakvih tehnoloških pomagala. Boja glasa, jačina i ritam govora u manjoj su mjeri pod uticajem svjesne kontrole, nego sam sadržaj govora. Otuda i sami glasovni kvaliteti pružaju potencijalno bogat izvor informacija o subjektovom ne samo emocionalnom stavu, već u izvjesnom stepenu i o pragmatičnoj dimenziji njegovog govora. Otuda i sami glasovni kvaliteti pružaju potencijalno bogat izvor informacija o subjektovom ne samo emocionalnom stavu, već i o izvjesnom stepenu i o pragmatičnoj dimenziji njegovog govora.

## Literatura
- Zorica Tomić, Komunikologija. (2003), Beograd.
- Miroljub Radojković, Braimir Stojković, Informaciono komunikacioni sistemi
- Floyd, Kory. (2009). Interpersonal Communication: The Whole Story. New York: McGraw-Hill.
- Heider, F. (1958). The psychology of Interpersonal Relations. Hillsdale, NJ: Lawrence Erlbaum Associates.
- A. Bergson, Smeh, Lapis, Beograd, (1995)
- West, R., Turner, L.H. (2007). Introducing Communication Theory. New York: McGraw-Hill.